# Pit (Vorname)
Pit ist ein männlicher Vorname.

## Herkunft und Bedeutung
Im Luxemburgischen leitet sich der Name von Pir ab, der die Variante des Namens Peter bzw. Petrus ist.

## Varianten
- Pitt
- Piet (Name)
- Peete

## Namensträger
- Pit Beirer (* 1972), deutscher Motocrossfahrer
- Pit Bukowski (* 1988), deutscher Schauspieler
- Pit Clausen (* 1962), deutscher Politiker (SPD), Oberbürgermeister der Stadt Bielefeld
- Pit Fischer (1937–2010), deutscher Bühnenbildner
- Pit Kroke (1936–2016), deutscher Bildhauer
- Pit Krüger (1934–2003), deutscher Komiker, Sänger und Schauspieler
- Pit Martin (1943–2008), kanadischer Eishockeyspieler
- Pit Morell (* 1939), deutscher Maler und Erzähler
- Pit Schlechter (* 1990), luxemburgischer Radrennfahrer
- Pit Schubert (1935–2024), deutscher Bergsteiger und Sachbuchautor
- Pit Weyrich (* 1948), deutscher Fernsehmoderator und -regisseur
- Pit Witt (* 1959), deutscher Musiker und Filmkomponist